# Santa Comba Dão e Couto do Mosteiro
Santa Comba Dão e Couto do Mosteiro (llamada oficialmente União das Freguesias de Santa Comba Dão e Couto do Mosteiro) es una freguesia portuguesa del municipio de Santa Comba Dão, distrito de Viseu.

## Historia
Fue creada el 28 de enero de 2013 en aplicación de una resolución de la Asamblea de la República de Portugal promulgada el 16 de enero de 2013 con la unión de las freguesias de Couto do Mosteiro y Santa Comba Dão, pasando su sede a estar situada en la antigua freguesia de Santa Comba Dão.

## Demografía
| Gráfica de evolución demográfica de Santa Comba Dão e Couto do Mosteiro entre 2011 y 2021 |
|                                                                                           |
| Datos según el nomenclátor publicado por el INE portugués.                                |